# Festival di Sanremo 1967
Il diciassettesimo Festival di Sanremo si svolse al Salone delle feste del Casinò di Sanremo dal 26 al 28 gennaio 1967 con la conduzione, per la quinta volta consecutiva, di Mike Bongiorno, nell'occasione affiancato da Renata Mauro.
La canzone vincitrice fu Non pensare a me cantata da Claudio Villa ed Iva Zanicchi, che prevalse per soli due punti di distacco sulla seconda classificata, a tutt'oggi il minimo storico di tutti i Festival di cui si conosca il punteggio finale.
Quest'edizione è nota alla storia per aver fatto da sfondo al suicidio del cantautore Luigi Tenco, presente alla gara con Ciao amore, ciao abbinato alla cantante franco-italiana Dalida (alla quale era legato anche sentimentalmente), brano eliminato dopo la prima serata.
Le possibili ragioni del suicidio, esplicate in un bigliettino attribuito a Tenco («Faccio questo […] come atto di protesta contro un pubblico che manda Io, tu e le rose in finale e una commissione che seleziona La rivoluzione»), divennero cavallo di battaglia di chi denunciava la deriva commerciale del Festival a scapito della canzone d'autore. La stessa Orietta Berti, interprete di uno dei brani citati nel biglietto di Tenco, Io, tu e le rose (assieme al gruppo francese Les Compagnons de la Chanson), ancora a cinquant'anni di distanza dal fatto raccontava di essere stata trattata dalla stampa come capro espiatorio, per quanto involontario, del suicidio del cantautore. Caterina Caselli, interprete di Il cammino di ogni speranza, durante l'esecuzione del brano nella seconda serata, grazie alla registrazione ritrovata dopo oltre cinquant'anni (si può ascoltare su You Tube) riuscì a completare l'esecuzione, ma proprio verso la fine si sente trattenere le lacrime a stento per poi, come raccontano le cronache, lasciare di corsa il palco in lacrime. 
Tra i cantanti stranieri in gara, da segnalare le statunitensi Dionne Warwick e Cher, l'allora marito di quest'ultima Sonny Bono, e la britannica Marianne Faithfull, all'epoca nota per essere impegnata in una turbolenta relazione con il frontman dei Rolling Stones, Mick Jagger. Tra gli stranieri avrebbe dovuto figurare anche il francese Christophe, in coppia con Domenico Modugno, che però si pentì di averlo scelto come partner e riuscì a farlo sostituire in extremis con Giuseppe Gidiuli.
Fu, anche, l'esordio di Lucio Battisti sebbene solo come autore, che portò in gara Non prego per me, scritta in coppia con Mogol e interpretata da Mino Reitano e gli Hollies.

## Partecipanti

I presentatori Renata Mauro e Mike Bongiorno con i vincitori Iva Zanicchi e Claudio Villa al Festival

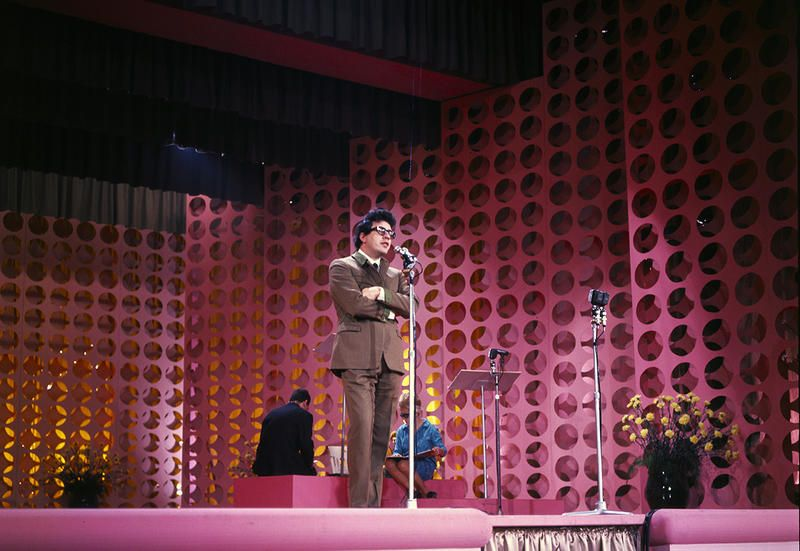
La famosa scenografia di Sanremo 1967 con i motivi geometrici forati.

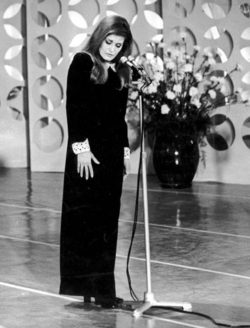
Dalida durante il Festival.

Cher durante il Festival

Luigi Tenco sul palco del Casinò di Sanremo durante l'esecuzione di Ciao amore, ciao, poche ore prima del suicidio.

| Interprete                   | Ultime partecipazioni al Festival |
| ---------------------------- | --------------------------------- |
| Anna German                  | Esordiente                        |
| Annarita Spinaci             | Esordiente                        |
| Antoine                      | Esordiente                        |
| Betty Curtis                 | 1965                              |
| Bobby Goldsboro              | Esordiente                        |
| Bobby Solo                   | 1966                              |
| Carmelo Pagano               | Esordiente                        |
| Carmen Villani               | Esordiente                        |
| Caterina Caselli             | 1966                              |
| Cher                         | Esordiente                        |
| Claudio Villa                | 1966                              |
| Connie Francis               | 1965                              |
| Dalida                       | Esordiente                        |
| Dionne Warwick               | Esordiente                        |
| Domenico Modugno             | 1966                              |
| Don Backy                    | Esordiente                        |
| Donatella Moretti            | Esordiente                        |
| Edoardo Vianello             | 1966                              |
| Fred Bongusto                | 1965                              |
| Gene Pitney                  | 1966                              |
| Gian Pieretti                | Esordiente                        |
| Gianni Pettenati             | Esordiente                        |
| Gidiuli                      | Esordiente                        |
| Giorgio Gaber                | 1966                              |
| I Giganti                    | Esordienti                        |
| Iva Zanicchi                 | 1966                              |
| Jimmy Fontana                | 1961                              |
| Johnny Dorelli               | 1963                              |
| Les Compagnons de la Chanson | Esordienti                        |
| Les Surfs                    | 1966                              |
| Little Tony                  | 1964                              |
| Los Bravos                   | Esordienti                        |
| Los Marcellos Ferial         | Esordienti                        |
| Lucio Dalla                  | 1966                              |
| Luigi Tenco                  | Esordiente                        |
| Marianne Faithfull           | Esordiente                        |
| Mario Guarnera               | Esordiente                        |
| Mario Zelinotti              | Esordiente                        |
| Memo Remigi                  | Esordiente                        |
| Milva                        | 1966                              |
| Mino Reitano                 | Esordiente                        |
| Nico Fidenco                 | Esordiente                        |
| Nicola Di Bari               | 1966                              |
| Orietta Berti                | 1966                              |
| Ornella Vanoni               | 1966                              |
| Peppino di Capri             | Esordiente                        |
| Pino Donaggio                | 1966                              |
| Remo Germani                 | 1966                              |
| Riki Maiocchi                | Esordiente                        |
| Roberta Amadei               | Esordiente                        |
| Sergio Endrigo               | 1966                              |
| Sonny Bono                   | Esordiente                        |
| The Bachelors                | Esordienti                        |
| The Happenings               | Esordienti                        |
| The Hollies                  | Esordienti                        |
| The Rokes                    | Esordienti                        |
| Tony Del Monaco              | Esordiente                        |
| Wilma Goich                  | 1966                              |

## Classifica, canzoni e cantanti
| Posizione      | Interprete                                   | Canzone                                   | Autori                                          | Voti ricevuti |
| -------------- | -------------------------------------------- | ----------------------------------------- | ----------------------------------------------- | ------------- |
| 1º             | Claudio Villa - Iva Zanicchi                 | Non pensare a me                          | A. Testa e E. Sciorilli                         | 45            |
| 2º             | Annarita Spinaci - Les Surfs                 | Quando dico che ti amo                    | A. Testa e T. Renis                             | 43            |
| 3º             | I Giganti - The Bachelors                    | Proposta                                  | Albula e G. B. Martelli                         | 28            |
| 4º             | Ornella Vanoni - Mario Guarnera              | La musica è finita                        | Nisa, F. Califano e U. Bindi                    | 24            |
| 5º             | Orietta Berti - Les Compagnons de la Chanson | Io, tu e le rose                          | D. Pace, M. Panzeri, M. G. Gili e L. Barazzetti | 15            |
| 6º             | Lucio Dalla - The Rokes                      | Bisogna saper perdere                     | G. Cassia e R. Cini                             | 14            |
| 7º             | Sergio Endrigo - Memo Remigi                 | Dove credi di andare                      | S. Endrigo                                      | 12            |
| 8º             | Gian Pieretti - Antoine                      | Pietre                                    | G. Pieretti e R. Gianco                         | 11            |
| 9º             | Johnny Dorelli - Don Backy                   | L'immensità                               | D. Backy, Mogol e D. Mariano                    | 9             |
| 10º            | Little Tony - Mario Zelinotti                | Cuore matto                               | A. Ambrosino e T. Savio                         | 8             |
| 11º (ex aequo) | Pino Donaggio - Carmen Villani               | Io per amore                              | P. Donaggio, G. Paoli e V. Pallavicini          | 5             |
| 11º (ex aequo) | Wilma Goich - The Bachelors                  | Per vedere quant'è grande il mondo        | Mogol e C. Donida                               | 5             |
| 13º (ex aequo) | Giorgio Gaber - Remo Germani                 | E allora dai                              | G. Gaber e F. Battiato                          | 3             |
| 13º (ex aequo) | Gianni Pettenati - Gene Pitney               | La rivoluzione                            | Mogol e P. Soffici                              | 3             |
| NF             | Bobby Solo - Connie Francis                  | Canta ragazzina                           | Prog, I. Pattacini e C. Donida                  |               |
| NF             | Riki Maiocchi - Marianne Faithfull           | C'è chi spera                             | M. Panzeri, D. Pace e G. Colonnello             |               |
| NF             | Luigi Tenco - Dalida                         | Ciao amore, ciao                          | L. Tenco                                        |               |
| NF             | Peppino Di Capri - Dionne Warwick            | Dedicato all'amore                        | A. Testa, D. Pace e F. Carraresi                |               |
| NF             | Roberta Amadei - Carmelo Pagano              | Devi aver fiducia in me                   | F. Specchia e R. Martini                        |               |
| NF             | Tony Del Monaco - Betty Curtis               | È più forte di me                         | T. Del Monaco e E. Polito                       |               |
| NF             | Fred Bongusto - Anna German                  | Gi                                        | V. Pallavicini, A. Amurri e F. Bongusto         |               |
| NF             | Nicola Di Bari - Gene Pitney                 | Guardati alle spalle                      | L. Beretta e D. Pace                            |               |
| NF             | Caterina Caselli - Sonny Bono e Cher         | Il cammino di ogni speranza               | U. Napolitano                                   |               |
| NF             | Nico Fidenco - Cher                          | Ma piano (Per non svegliarmi)             | G. Meccia                                       |               |
| NF             | Jimmy Fontana - Edoardo Vianello             | Nasce una vita                            | S. Bardotti e J. Fontana                        |               |
| NF             | Mino Reitano - The Hollies                   | Non prego per me                          | Mogol e L. Battisti                             |               |
| NF             | Los Marcellos Ferial - The Happenings        | Quando vedrò                              | M. Terzi e C. A. Rossi                          |               |
| NF             | Domenico Modugno - Gidiuli                   | Sopra i tetti azzurri del mio pazzo amore | V. Pallavicini e D. Modugno                     |               |
| NF             | Donatella Moretti - Bobby Goldsboro          | Una ragazza - Un ragazzo                  | V. Pallavicini, B. Pallesi e W. Malgoni         |               |
| NF             | Milva - Los Bravos                           | Uno come noi                              | U. Martucci, G. Bertero e M. Marini             |               |

## Storia
L'edizione fu funestata dal suicidio del cantautore Luigi Tenco che gareggiava con il brano Ciao amore ciao in abbinamento con Dalida, legata sentimentalmente a Tenco, secondo i rotocalchi dell'epoca.
Il plotone degli stranieri era capitanato non solo da Antoine (che accettò dopo i rifiuti di Bob Dylan e Donovan), ma anche dalla coppia Sonny e Cher, da Dionne Warwick, dal gruppo beat degli Hollies e da quello spagnolo dei Los Bravos, oltre che da Marianne Faithfull, allora compagna di Mick Jagger.
I 45 giri più venduti risultarono L'immensità di Don Backy e Johnny Dorelli e Cuore matto di Little Tony e Mario Zelinotti, andate ben oltre il milione di pezzi venduti.
Anche se la canzone di Tenco era stata scartata, avrebbe potuto essere riammessa da una particolare commissione di ripescaggio istituita proprio in quella edizione e composta dall'avvocato Bartolini, presidente dell'ATA, da Gianni Ravera e da tre personaggi televisivi noti, come Ugo Zatterin, Lino Procacci e Lello Bersani, ma venne scelta La rivoluzione, secondo qualcuno perché distribuita dall'etichetta Cetra, la casa discografica legata alla RAI.
Il 1967 fu l'anno delle occasioni perdute, dato che nella vicina Cannes venne inaugurato il MIDEM, ossia il Marché International du Disque et de la Edition Musicale, grazie al quale gli abili francesi approfittavano di una situazione favorevole venutasi a creare grazie al successo delle canzoni del Festival di Sanremo, che aveva monopolizzato l'attenzione dell'intero mondo discografico, i cui rappresentanti necessitavano almeno di una sede dove poter comunicare e contrattare. La sede fu fornita dai francesi, presso il Palais du Cinema.
Mentre rimarranno le doppie interpretazioni (una canzone viene presentata da due artisti abbinati tra loro), fino al 1971, in questa edizione troviamo per l'ultima volta artisti presentarsi con due canzoni, scelta che già dall'anno precedente era stata limitata agli artisti internazionali, e nella fattispecie interessa soltanto Gene Pitney e il gruppo irlandese dei Bachelors.

### Il ritrovamento delle registrazioni
Per lungo tempo si credette che un incendio divampato all'interno dell'archivio della RAI negli anni ottanta avesse distrutto le registrazioni di questa edizione, così come quelle del 1966, 1974, 1975 e 1976, oltre a diverso materiale degli anni settanta.
Nel gennaio 2017 è stata invece ritrovata all'estero, probabilmente a Malta, la serata finale (trasmessa in Eurovisione) registrata da vidigrafo. Tale evento è stato annunciato durante la puntata della trasmissione Porta a Porta del 25 gennaio dello stesso anno. Contestualmente, il materiale ritrovato è stato integralmente pubblicato sul sito Rai Play, in data 26 gennaio, e trasmesso da Rai Premium in prima serata il 6 febbraio seguente.

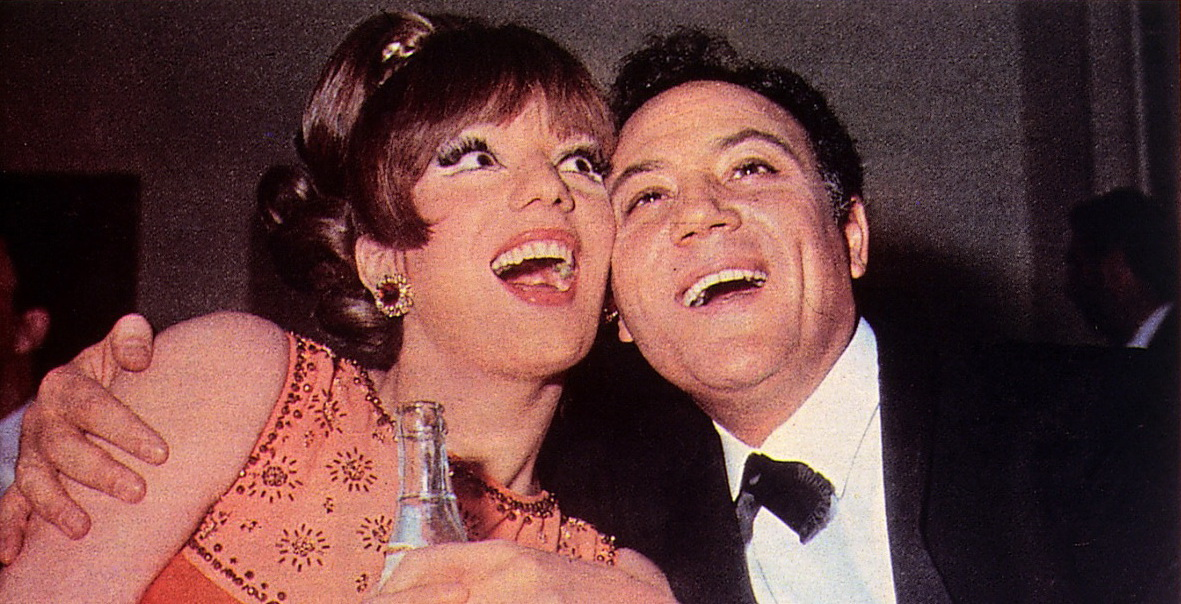
Una foto a colori di Claudio Villa e Iva Zanicchi.

Iva Zanicchi e Claudio Villa vincitori del festival con Non pensare a me

In questa occasione, la direttrice di Rai Teche Maria Pia Ammirati smentì l'ipotesi dell'incendio che si era diffusa, affermando che in quel periodo la RAI non registrava gli eventi trasmessi in diretta televisiva.

## Regolamento
Due interpretazioni per brano, 14 brani qualificati per la serata finale.

## Orchestra
Orchestra diretta dai maestri: Renato Angiolini, Francesco Anselmo, Harold Batista jr., Charles Blackwell, Willy Brezza, Mario Capuano, Giancarlo Chiaramello, Ruggero Cini, Tullio Gallo, Angelo Giacomazzi, Gianfranco Intra, Guido Lamorgese, Detto Mariano, Augusto Martelli, Giordano Bruno Martelli, Gianni Mazzocchi, Gianfranco Monaldi, Iller Pattacini, Franco Pisano, Angel Pocho Gatti, Eros Sciorilli, Gian Piero Reverberi, Gary Sherman, Sauro Sili, Amedeo Tommasi. Al pianoforte il Mº Beppe Moraschi.
Coro i 4 + 4 di Nora Orlandi

## Organizzazione e direzione artistica
Gianni Ravera